# Curry japońskie
Curry japońskie (jap. カレーライス karē raisu; od angielskiego Curry rice, dosł. curry i ryż), często skracane do curry (jap. カレー karē) – popularna potrawa kuchni japońskiej, uważana czasem za jedno z japońskich dań narodowych, pomimo zagranicznego pochodzenia.

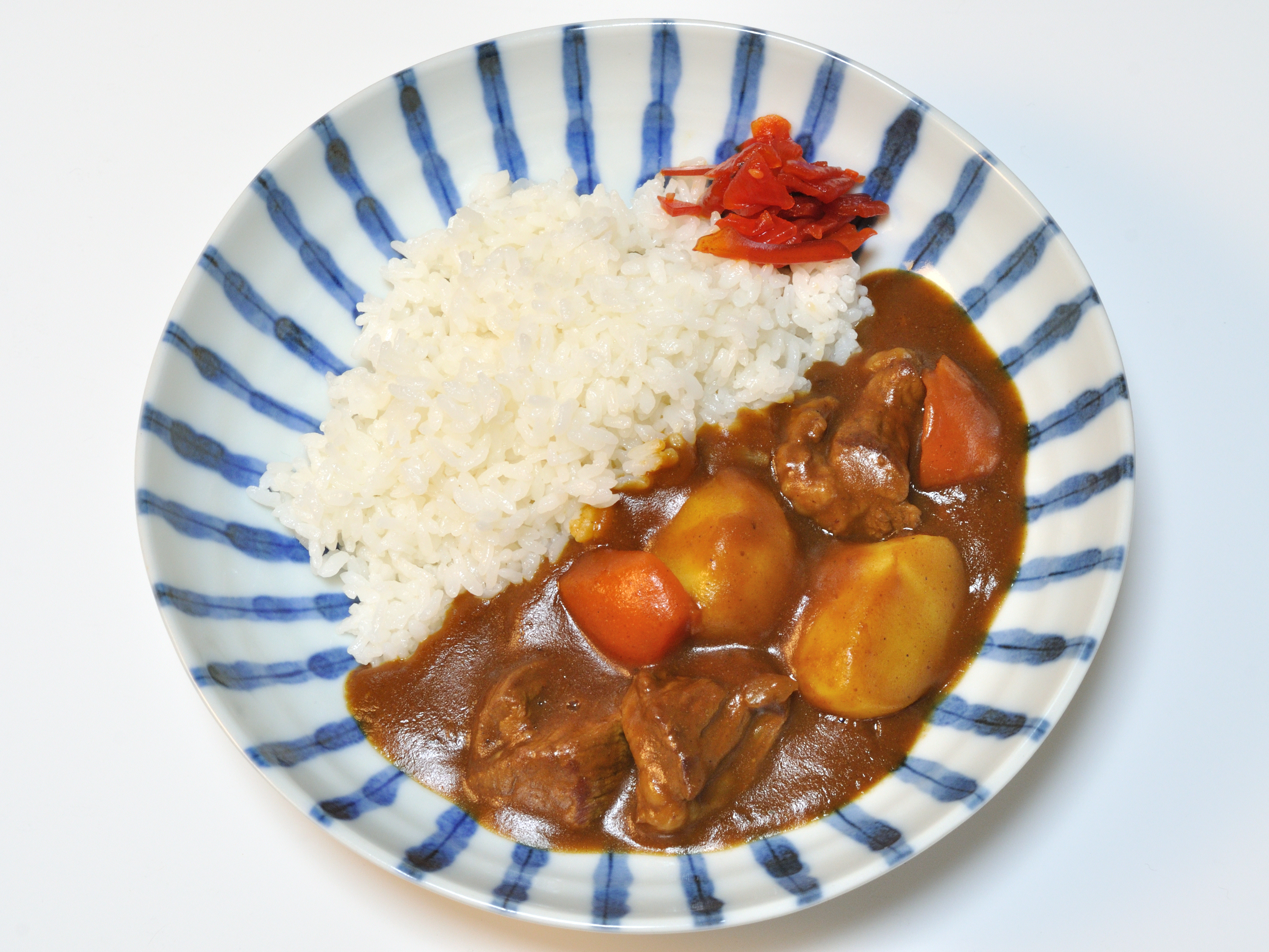
Porcja karē z wołowiny z ryżem

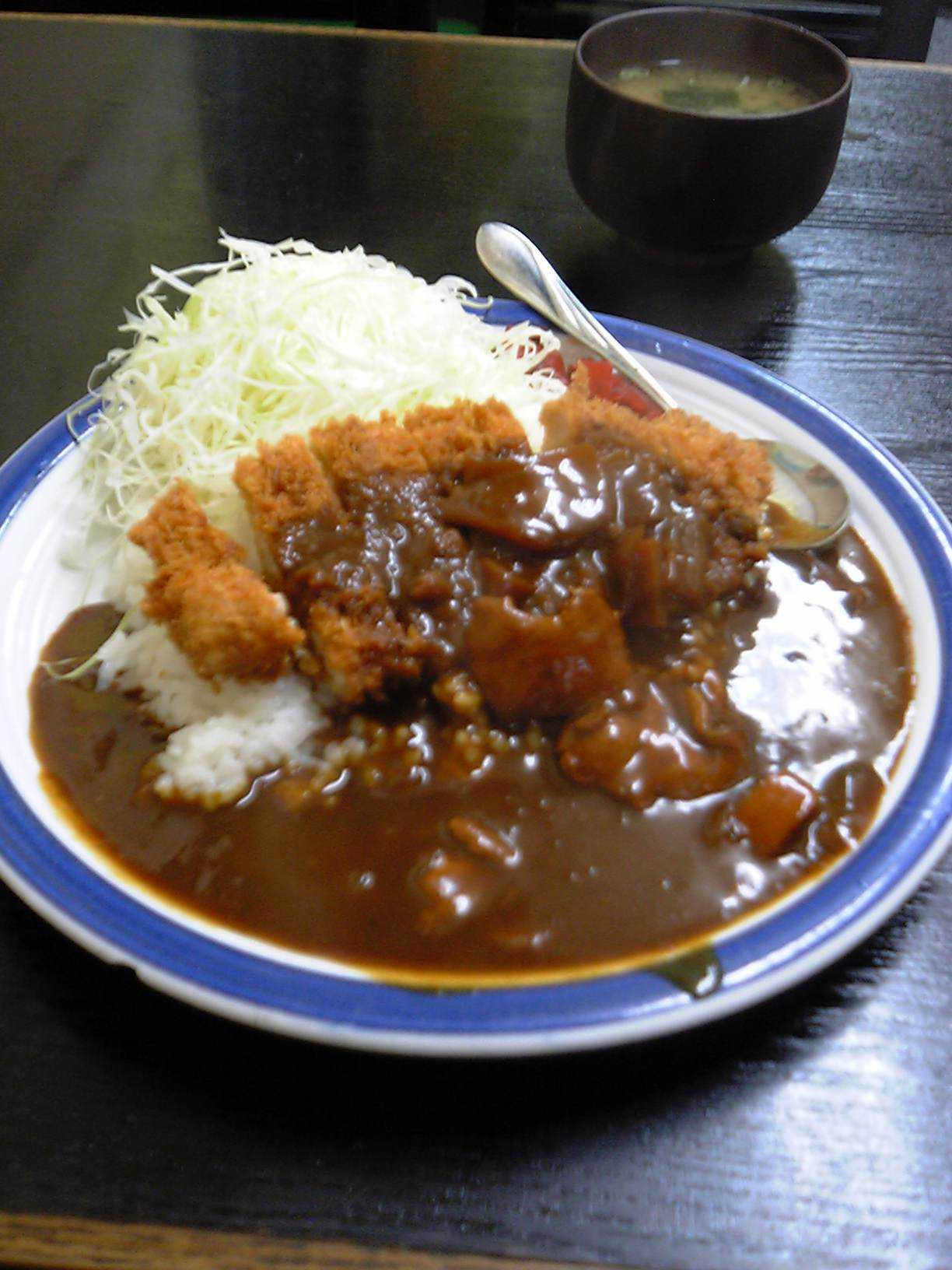
Katsu-kare

Curry z ryżem zostało spopularyzowane w Japonii poprzez kuchnię angielską w końcu XIX wieku (okres Meiji). Brytyjscy handlarze przywozili do wyzwolonej z izolacji Japonii przyprawy pochodzące z Indii, wówczas podległych administracji brytyjskiej. Curry szybko zyskało popularność i jest do dziś jadane w Japonii na wiele różnych sposobów, z których najpopularniejszym jest curry z ryżem (samo słowo karē w Japonii oznacza właśnie tę potrawę).
Typowa porcja curry z ryżem składa się z ugotowanego ryżu oraz sosu-potrawki, składającego się z wody, przyprawy curry, pokrojonego w kostkę lub paski mięsa (zwykle wołowego bądź drobiowego, rzadziej wieprzowego) oraz warzyw – najczęściej marchwi, cebuli, ziemniaków, czosnku i papryki. Po podsmażeniu cebuli, czosnku i mięsa zalewa się je wodą, wsypuje przyprawę i gotuje, a następnie dodaje pozostałe warzywa i całość dusi ponownie, aż uzyska się gęsty sos. Często do curry dodaje się chili oraz sos sojowy.
Danie to, z racji swej popularności, występuje w różnych wariantach. Dodanie ziemniaków do tej potrawy jest przypisywane amerykańskiemu przyrodnikowi Williamowi Clarkowi, który przebywając w Japonii uczynił to z uwagi na krajowe niedobory ryżu. Curry z ryżem jada się łyżką.
Częstym zjawiskiem jest przyrządzanie curry z kupowanych w sklepach torebek instant zawierających sos, który po podgrzaniu podaje się z ryżem. Taka forma spopularyzowała danie w latach 60. XX wieku.